# Bursera macvaughiana
Bursera macvaughiana là một loài thực vật có hoa trong họ Burseraceae. Loài này được Cuevas & Rzed. mô tả khoa học đầu tiên năm 1999.